# 15세기
15세기는 1401년부터 1500년까지이다.

## 시대
- 영국 - 잉글랜드 왕국
- 프랑스 - 프랑스 왕국
- 동유럽 - 동로마 제국
- 러시아 - 모스크바 대공국
- 중동 - 오스만 제국 시대
- 중국 - 명나라 시대
- 일본 - 무로마치 막부 시대
- 한국 - 조선 시대
- 말리(서아프리카) - 송가이제국시대

## 주요 사건
- 1401년 - 조선 태종즉위, 신문고 설치
- 1415년 - 아쟁쿠르 전투가 일어나다.
- 1420년 - 세종대왕이 집현전을 설치
- 1429년 - 프랑스 랭스에서 샤를 7세의 대관식
- 1442년 - 조선, 측우기제작
- 1446년 - 세종대왕이 훈민정음을 반포하다.
- 1453년 - 동로마 제국이 멸망하다.
- 1453년 - 백년 전쟁이 끝나다.
- 1455년 - 장미전쟁이 일어나다.
- 1456년 - 조선 사육신사건이 일어나다.
- 1492년 - 크리스토퍼 콜럼버스, 아메리카를 발견하다.
- 1494년 - 이탈리아 전쟁이 일어나다.
- 1498년 - 바스코 다 가마, 인도 항로를 발견하다.
- 1497년 - 1500년 - 무오사화 발생

## 주요 인물
- 영락제, 명의 제3대 황제(1360년 - 1424년, 재위 1402년 - 1424년)
- 정화, 명의 무장(1371년 - 1434년)
- 필리포 브루넬레스키, 건축가(1377년 - 1436년)
- 정인지, 조선의 문신, 정치인, 한글학자(1396년 - 1478년)
- 세종대왕, 조선의 제 4대 임금(1397년 - 1450년, 재위 1418년 - 1450년)
- 샤를 7세, 프랑스의 도팽 (1403년 - 1461년)
- 콘스탄티누스 11세, 동 로마 제국 마지막 황제(1409년 - 1453년, 재위 1448년 - 1453년)
- 잔 다르크, 오를레앙의 성처녀(1412년 - 1431년)
- 한명회, 조선의 무신, 정치인(1415년 - 1487년)
- 김담, 조선의 문신, 수학자, 천문학자(1416년 - 1464년)
- 신숙주, 조선의 문신, 정치인, 한글학자(1417년 - 1475년)
- 메메드 2세, 오스만 제국의 술탄(1432년 - 1481년, 재위 1451년 - 1481년)
- 인수대비 한씨, 조선의 제 9대 임금 성종의 모후(1437년 - 1504년)
- 어우동, 조선의 기생, 시인, 화가(1440년경 - 1480년)
- 이반 3세, 모스크바 대공(1440년 - 1505년, 재위 1462년 - 1505년)
- 에드워드 4세, 잉글랜드왕(1442년 - 1483년, 재위 1461년 - 1483년)
- 로렌조 데 메디치(일 마니피코), 메디치가 당주, 피렌체의 참주(1449년 - 1492년)
- 크리스토퍼 콜럼버스(크리스트포로·콜롬보), 미국 대륙 발견자(실은 재발견)/크리스트 교도로서는 처음(1451년 - 1506년)
- 잉글랜드의 리처드 3세, 잉글랜드왕 (1452년 - 1485년, 재위 1483년 - 1485년)
- 지롤라모 사보나롤라(1452년 - 1498년 5월 23일)
- 레오나르도 다 빈치, 화가, 조각가, 건축가(1452년 4월 15일 - 1519년 5월 2일)
- 헨리 7세, 잉글랜드왕 (1457년 - 1509년)
- 엘리자베스 오브 요크, 에드워드 4세의 딸(아가씨)로 헨리 7세의 아내 (1466년 - 1503년)
- 니콜라우스 코페르니쿠스(미코와이 코페르니크), 천문학자(1473년 - 1543년)
- 미켈란젤로, 화가·조각가(1475년 - 1564년)

## 발명, 발견, 과학사
- 산드로 보티첼리가 그린 비너스의 탄생이 유명한 시기이다.

## 년대와 년도
| 1390년대 | 1390 | 1391 | 1392 | 1393 | 1394 | 1395 | 1396 | 1397 | 1398 | 1399 |
| 1400년대 | 1400 | 1401 | 1402 | 1403 | 1404 | 1405 | 1406 | 1407 | 1408 | 1409 |
| 1410년대 | 1410 | 1411 | 1412 | 1413 | 1414 | 1415 | 1416 | 1417 | 1418 | 1419 |
| 1420년대 | 1420 | 1421 | 1422 | 1423 | 1424 | 1425 | 1426 | 1427 | 1428 | 1429 |
| 1430년대 | 1430 | 1431 | 1432 | 1433 | 1434 | 1435 | 1436 | 1437 | 1438 | 1439 |
| 1440년대 | 1440 | 1441 | 1442 | 1443 | 1444 | 1445 | 1446 | 1447 | 1448 | 1449 |
| 1450년대 | 1450 | 1451 | 1452 | 1453 | 1454 | 1455 | 1456 | 1457 | 1458 | 1459 |
| 1460년대 | 1460 | 1461 | 1462 | 1463 | 1464 | 1465 | 1466 | 1467 | 1468 | 1469 |
| 1470년대 | 1470 | 1471 | 1472 | 1473 | 1474 | 1475 | 1476 | 1477 | 1478 | 1479 |
| 1480년대 | 1480 | 1481 | 1482 | 1483 | 1484 | 1485 | 1486 | 1487 | 1488 | 1489 |
| 1490년대 | 1490 | 1491 | 1492 | 1493 | 1494 | 1495 | 1496 | 1497 | 1498 | 1499 |
| 1500년대 | 1500 | 1501 | 1502 | 1503 | 1504 | 1505 | 1506 | 1507 | 1508 | 1509 |